# Noë Dussenne
 (août 2025).
Noë Dussenne, né le 7 avril 1992 à Mons en Belgique, est un footballeur belge qui joue au poste de défenseur à l'OH Louvain.

## Biographie

### En club
Dussenne commence sa carrière professionnelle dans sa ville natale, au RAEC Mons. Afin de gagner du temps de jeu, il est prêté lors de la saison 2012-2013 à l'AFC Tubize, en D2 belge.
En 2014, il quitte son club formateur et s'engage avec le Cercle de Bruges. Le séjour en Flandre-Occidentale s'avère peu agréable puisque les Groen-Zwart sont relégués quelques mois plus tard. Dussenne revient alors dans le Hainaut pour signer un contrat au Royal Excel Mouscron. 
Ses performances lui valent l'intérêt du FC Crotone, néopromu en Serie A. Il passe une année complète en Italie puis, peu utilisé lors de sa seconde saison transalpine, retourne en Belgique où il est loué à La Gantoise avant de faire son retour au Canonnier. 
Le 7 août 2019 débute son aventure au Standard de Liège, qui débourse environ 800 000 EUR pour l'acquérir. Cependant, après trois semaines seulement en rouge et blanc, une rupture du ligament croisé antérieur du genou droit lui vaut une longue indisponibilité (évaluée entre six et douze mois). La saison suivante, Noë fait son retour. D'abord remplaçant, il prend petit à petit une place très importante dans le onze de Mbaye Leye.
En mai 2021, il dispute le dernier match de play-off 2 en Jupiler Pro League puis est exclu du groupe professionnel au début de l'exercice 2021-22. Il doit attendre le licenciement de Leye et la nomination de Luka Elsner en tant que T1 pour enfin rejouer un match avec le club liégeois le 16 octobre. Dussenne enchaîne les bonnes prestations, inscrivant notamment un but sur penalty face au Club Bruges qui permet à son club d'arracher un bon point à l'extérieur : il est d'ailleurs nommé « joueur du mois de novembre » au Standard par les supporters. Ronny Deila, nouvel homme fort des Rouches, lui décerne le brassard de capitaine en juillet 2022. Noë fait honneur à celui-ci en marquant quatre goals au premier tour du championnat.
En juin 2023, le Standard de Liège ne désirant pas prolonger son contrat, Dussenne bénéficie d'un transfert libre et s'engage pour trois ans au FC Lausanne-Sport.
Le 19 août 2025, il s'engage avec l'OH Louvain pour trois saisons.

## Statistiques

### En club
| Saison                | Club                   | Championnat           | Championnat | Championnat | Championnat | Coupe(s) nationale(s) | Coupe(s) nationale(s) | Coupe(s) nationale(s) | Compétition(s) continentale(s) | Compétition(s) continentale(s) | Compétition(s) continentale(s) | Compétition(s) continentale(s) | Autres compétitions | Autres compétitions | Autres compétitions | Autres compétitions | Total | Total | Total |
| Saison                | Club                   | Division              | M.          | B.          | P.d.        | M.                    | B.                    | P.d.                  | Comp.                          | M.                             | B.                             | P.d.                           | Comp.               | M.                  | B.                  | P.d.                | M.    | B.    | P.d.  |
| 2009-2010             | RAEC Mons              | Division 2            | 1           | 0           | 0           | -                     | -                     | -                     | -                              | -                              | -                              | -                              | TF                  | 1                   | 0                   | 0                   | 2     | 0     | 0     |
| 2010-2011             | RAEC Mons              | Division 2            | 2           | 0           | 0           | -                     | -                     | -                     | -                              | -                              | -                              | -                              | TF                  | 0                   | 0                   | 0                   | 2     | 0     | 0     |
| 2011-2012             | RAEC Mons              | Division 1            | 1           | 0           | 0           | 1                     | 0                     | 0                     | -                              | -                              | -                              | -                              | PO2                 | 1                   | 0                   | 0                   | 3     | 0     | 0     |
| 2013-2014             | RAEC Mons              | Division 1            | 16          | 2           | 1           | 1                     | 0                     | 0                     | -                              | -                              | -                              | -                              | PO3                 | 3                   | 0                   | 0                   | 20    | 2     | 1     |
| Sous-total            | Sous-total             | Sous-total            | 20          | 2           | 1           | 2                     | 0                     | 0                     | -                              | -                              | -                              | -                              | -                   | 5                   | 0                   | 0                   | 27    | 2     | 1     |
| 2012-2013             | AFC Tubize (prêt)      | Division 2            | 28          | 1           | 1           | 2                     | 0                     | 0                     | -                              | -                              | -                              | -                              | -                   | -                   | -                   | -                   | 30    | 1     | 1     |
| 2014-2015             | Cercle Bruges KSV      | Division 1            | 27          | 1           | 1           | 5                     | 1                     | 0                     | -                              | -                              | -                              | -                              | PO3                 | 3                   | 0                   | 0                   | 35    | 2     | 1     |
| 2015-2016             | RE Mouscron            | Division 1            | 28          | 6           | 0           | 3                     | 0                     | 0                     | -                              | -                              | -                              | -                              | PO2                 | 6                   | 0                   | 0                   | 37    | 6     | 0     |
| 2016-2017             | RE Mouscron            | Division 1A           | 4           | 0           | 0           | -                     | -                     | -                     | -                              | -                              | -                              | -                              | PO2                 | -                   | -                   | -                   | 4     | 0     | 0     |
| Sous-total            | Sous-total             | Sous-total            | 32          | 6           | 0           | 3                     | 0                     | 0                     | -                              | -                              | -                              | -                              | -                   | 6                   | 0                   | 0                   | 41    | 6     | 0     |
| 2016-2017             | FC Crotone             | Serie A               | 8           | 0           | 0           | -                     | -                     | -                     | -                              | -                              | -                              | -                              | -                   | -                   | -                   | -                   | 8     | 0     | 0     |
| 2017-2018             | FC Crotone             | Serie A               | 1           | 0           | 0           | 0                     | 0                     | 0                     | -                              | -                              | -                              | -                              | -                   | -                   | -                   | -                   | 1     | 0     | 0     |
| Sous-total            | Sous-total             | Sous-total            | 9           | 0           | 0           | 0                     | 0                     | 0                     | -                              | -                              | -                              | -                              | -                   | -                   | -                   | -                   | 9     | 0     | 0     |
| 2017-2018             | KAA La Gantoise (prêt) | Division 1A           | 4           | 0           | 0           | 2                     | 0                     | 0                     | -                              | -                              | -                              | -                              | PO1                 | 0                   | 0                   | 0                   | 6     | 0     | 0     |
| 2018-2019             | RE Mouscron            | Division 1A           | 19          | 0           | 1           | 2                     | 0                     | 0                     | -                              | -                              | -                              | -                              | PO2                 | 7                   | 1                   | 0                   | 28    | 1     | 1     |
| 2019-2020             | RE Mouscron            | Division 1A           | 2           | 0           | 0           | -                     | -                     | -                     | -                              | -                              | -                              | -                              | -                   | -                   | -                   | -                   | 2     | 0     | 0     |
| Sous-total            | Sous-total             | Sous-total            | 21          | 0           | 1           | 2                     | 0                     | 0                     | -                              | -                              | -                              | -                              | -                   | 7                   | 1                   | 0                   | 30    | 1     | 1     |
| 2019-2020             | Standard de Liège      | Division 1A           | 2           | 0           | 0           | -                     | -                     | -                     | -                              | -                              | -                              | -                              | -                   | -                   | -                   | -                   | 2     | 0     | 0     |
| 2020-2021             | Standard de Liège      | Division 1A           | 20          | 2           | 0           | 2                     | 0                     | 0                     | C3                             | 7                              | 0                              | 2                              | PO2                 | 3                   | 0                   | 0                   | 32    | 2     | 2     |
| 2021-2022             | Standard de Liège      | Division 1A           | 20          | 1           | 0           | 3                     | 0                     | 0                     | -                              | -                              | -                              | -                              | -                   | -                   | -                   | -                   | 23    | 1     | 0     |
| 2022-2023             | Standard de Liège      | Division 1A           | 29          | 5           | 2           | 2                     | 0                     | 0                     | -                              | -                              | -                              | -                              | PO2                 | 5                   | 0                   | 0                   | 36    | 5     | 2     |
| Sous-total            | Sous-total             | Sous-total            | 71          | 8           | 2           | 7                     | 0                     | 0                     | -                              | 7                              | 0                              | 2                              | -                   | 8                   | 0                   | 0                   | 93    | 8     | 4     |
| 2023-2024             | FC Lausanne-Sport      | Super League          | 34          | 6           | 1           | 3                     | 0                     | 0                     | -                              | -                              | -                              | -                              | -                   | -                   | -                   | -                   | 37    | 6     | 1     |
| 2024-2025             | FC Lausanne-Sport      | Super League          | 33          | 7           | 1           | 5                     | 1                     | 1                     | -                              | -                              | -                              | -                              | -                   | -                   | -                   | -                   | 38    | 8     | 2     |
| 2025-2026             | FC Lausanne-Sport      | Super League          | 3           | 0           | 0           | -                     | -                     | -                     | C4                             | 4                              | 1                              | 1                              | -                   | -                   | -                   | -                   | 7     | 1     | 1     |
| Sous-total            | Sous-total             | Sous-total            | 70          | 13          | 2           | 8                     | 1                     | 1                     | -                              | 4                              | 1                              | 1                              | -                   | -                   | -                   | -                   | 82    | 15    | 4     |
| 2025-2026             | OH Louvain             | Division 1A           | -           | -           | -           | -                     | -                     | -                     | -                              | -                              | -                              | -                              | -                   | -                   | -                   | -                   | 0     | 0     | 0     |
| Total sur la carrière | Total sur la carrière  | Total sur la carrière | 280         | 31          | 8           | 31                    | 2                     | 1                     | -                              | 11                             | 1                              | 3                              | -                   | 29                  | 1                   | 0                   | 351   | 35    | 12    |

## Palmarès

### En club
|  |  | Standard de Liège - Coupe de Belgique : - Finaliste : 2021 |

### Distinctions personnelles
- Élu meilleur défenseur et membre de l'équipe type de Super League en 2025 par Sport.ch[8].